# Jakub Działyński
Jakub Działyński herbu Ogończyk (ur. 1709, zm. 21 grudnia 1756 w Działyniu), wojewoda malborski od 1755.
Syn Michała.
Był posłem na sejm nadzwyczajny pacyfikacyjny 1736 roku, łowczym poznańskim w latach (1737 – 1738), następnie chorążym wschowskim 1738 oraz kaliskim 1742.
Poseł województwa kaliskiego na sejm 1744 roku. Na sejmie 1744 roku popierał aukcję wojska, ale i wolności podatkowe szlachty. W 1746 posłował na sejm z ziemi dobrzyńskiej, gdzie kwestionowano prawdziwość jego obioru, bo miał być nieobecny na sejmiku elekcyjnym.
W latach (1746 – 1747) był starostą Nakła, a w 1748 starostą kiszporskim.
Związał się ze stronnictwem dworskim, zdobywając względy Jerzego Mniszcha, na rzecz którego agitował w Wielkopolsce.
W 1750 otrzymał nominację na podkomorzego poznańskiego, a w 1755 na wojewodę malborskiego.
W 1755 zasiadał w trybunale koronnym w Piotrkowie Trybunalskim oraz trybunale skarbowym w Radomiu.
W ciągu lat dał się poznać jako osoba szlachetna i dobroczynna, składał liczne datki na rzecz kościołów, zwłaszcza na katedrę w Gnieźnie. Był dobroczyńcą zakonów: jezuitów oraz karmelitów poznańskich i kcyńskich.
Posiadał liczne majątki ziemskie: Niechanowo, Witkowo z przyległymi wsiami, Dębnicę, Działyń.
Zakupił Mroczę w powiecie nakielskim, miał też liczne dobra w województwie chełmińskim.
Otrzymał tenuty: murzynowską na Kujawach i powidzką (po teściu).
Za zasługi został odznaczony Orderem Orła Białego w listopadzie 1755. Przed śmiercią w 1756 wyjechał na leczenie do Karlsbadu.
Został pochowany w katedrze w Gnieźnie.